# Gonçalo Guedes
Gonçalo Manuel Ganchinho Guedes (* 29. listopadu 1996 Benavente) je portugalský profesionální fotbalista, který hraje za španělský klub Villarreal CF, kde je na hosotvání z Wolverhamptonu Wanderers, a za portugalský národní tým. Je ofensivním univerzálem, který dokáže zahrát na pozici křídelníka, ofensivního záložníka či útočníka.
Guedes začal svou kariéru v portugalské Benfice, kde debutoval v rezervním týmu v dubnu 2014 a v A-týmu o šest měsíců později. Po 63 odehraných zápasech a zisku pěti trofejí, přestoupil v lednu 2017 do Paris Saint-Germain za poplatek ve výši 30 milionů euro. Za PSG odehrál 13 utkání před hostováním ve španělské Valencii, kam odešel v září 2017. V srpnu 2018 přestoupil do Valencie na trvalo za 40 milionů euro. V létě 2022 přestoupil do týmu Wolverhampton.
Guedes odehrál v mládežnických reprezentacích Portugalska celkem 57 utkání, ve kterých vstřelil 13 branek. V listopadu 2015, ve věku 18 let, debutoval v seniorské reprezentaci a hrál na Mistrovství světa 2018. Ve finále Ligy národů 2019 vstřelil vítězný gól Portugalska.

## Klubová kariéra

### Benfica
Guedes se narodil v městu Benavente a připojil se do akademie lisabonské Benficy v roce 2005. Při svém debutu v týmu do 11 let, ve věku osmi let, vstřelil všechny góly při vítězstvím 5:0 proti týmu o tři roky starších chlapců. Byl součástí juniorského týmu Benficy, který v Juniorské lize UEFA v sezóně 2013/14 došel, po vyřazení Olympiakosu, Anderlechtu, Austrie Vídeň, Manchesteru City a Realu Madrid, až do finále.
Dne 19. dubna 2014 debutoval v rezervním týmu v ligovém zápase proti Portu B, kde hrál 21 minut, než byl vystřídán Rudinilsonem Silvou.
Dne 18. října 2014 odehrál Guedes svůj první zápas za první tým, jednalo se o třetí kolo Taça de Portugal proti SC Covilhã. V Primeira Lize debutoval 4. ledna 2015; v zápase proti Penafielu vystřídal v nastavení Limu. 4. července získal ocenění pro nejperspektivnějšího mladého hráče sezóny Segunda Ligy.
Dne 26. září 2015 vstřelil Guedes svůj první gól v dresu Benficy při ligovém vítězství 3:0 proti Paços de Ferreira. 30. září vstřelil svůj první gól v Lize mistrů, a to při vítězství 2:1 nad Atléticem Madrid, a stal se nejmladším portugalským hráčem, který vstřelil gól ve skupinové fázi soutěže. Po zápase jej pochválil soupeřův trenér Diego Simeone.
Přestože v Benfice hrál převážně jako pravý křídelník, odehrál několik zápasů jako "falešná devítka" kvůli zranění útočníka Jonase.

### Paris Saint-Germain
Dne 25. ledna 2017 přestoupil Guedes do francouzského týmu Paris Saint-Germain za 30 milionů euro; v klubu podepsal smlouvu do roku 2021. Při podpisu řekl, že chce napodobit svého krajana a bývalého hráče PSG Pauletu. Kromě PSG se Guedese snažil získat i Manchester United.
Guedes debutoval v dresu úřadujících mistrů Ligue 1 o čtyři dny později, když na poslední tři minuty domácího utkání s Monakem vystřídal Juliana Draxlera.

### Valencia
Dne 1. září 2017 odešel Guedes na roční hostování do španělského klubu Valencia CF. Přestup usnadnily kontakty mezi jeho agentem Jorge Mendesem a majiteli Valencie.
Guedes debutoval v La Lize o osm dní později, když vystřídal Andrease Pereiru na poslední půlhodinu bezbrankové remízy proti Atléticu Madrid. 15. října vstřelil Guedes svůj první gól ve svém novém klubu při výhře 6:3 nad Realem Betis, pomohl tak klubu se dostat na průběžné druhé místo v ligové tabulce před Real Madrid. O šest dní později dvakrát skóroval a asistoval na gól Santi Miny při vítězství 4:0 nad Sevillou.
Poté, co odmítl nabídky týmů Premier League, přestoupil Guedes 27. srpna 2018 do Valencie na trvalo za poplatek ve výši 40 milionů euro. Hrál ve finále Copy del Rey 2019, ve kterém Valencia porazila Barcelonu 2:1 a získala první trofej po 11 letech.

## Reprezentační kariéra
Guedes byl poprvé povolán do portugalské reprezentace manažerem Fernandem Santosem 6. listopadu 2015 na zápasy proti Rusku a Lucembursku. Debutoval o osm dní později v Krasnodaru při prohře 0:1 s Ruskem, stal se tak prvním osmnáctiletým portugalským reprezentantem od Cristiana Ronalda.
Dne 10. listopadu 2017 vstřelil Guedes svůj první reprezentační gól při vítězství 3:0 nad Saúdskou Arábií ve Viseu; v utkání také asistoval na branku Manuel Fernandese.
Guedes byl jmenován nominován na závěrečný turnaj Mistrovství světa 2018 v Rusku. V posledním přípravném zápase před turnajem dvakrát skóroval při výhře 3:0 nad Alžírskem na Estádio da Luz.
Na finálovém turnaji Ligy národů v roce 2019, které se konalo na domácí půdě, odehrál posledních 20 minut semifinálového utkání nad Švýcarskem po vystřídání Joãa Félixe (výhra 3:1), ale objevil se v základní sestavě finálového utkání proti Nizozemsku na Estádio do Dragão, během kterého vstřelil jediný gól zápasu.

## Statistiky

### Klubové
K 13. srpnu 2021
| Klub                | Sezóna  | Liga          | Liga   | Liga | Národní pohár | Národní pohár | Ligový pohár | Ligový pohár | Evropské poháry | Evropské poháry | Ostatní | Ostatní | Celkem | Celkem |
| Klub                | Sezóna  | Liga          | Zápasy | Góly | Zápasy        | Góly          | Zápasy       | Góly         | Zápasy          | Góly            | Zápasy  | Góly    | Zápasy | Góly   |
| ------------------- | ------- | ------------- | ------ | ---- | ------------- | ------------- | ------------ | ------------ | --------------- | --------------- | ------- | ------- | ------ | ------ |
| Benfica             | 2014/15 | Primeira Liga | 5      | 0    | 1             | 0             | 3            | 0            | 0               | 0               | —       | —       | 9      | 0      |
| Benfica             | 2015/16 | Primeira Liga | 18     | 3    | 1             | 0             | 4            | 0            | 7               | 1               | 1       | 0       | 31     | 4      |
| Benfica             | 2016/17 | Primeira Liga | 16     | 2    | 4             | 1             | 2            | 2            | 6               | 2               | 0       | 0       | 28     | 7      |
| Benfica             | Celkem  | Celkem        | 39     | 5    | 6             | 1             | 9            | 2            | 13              | 3               | 1       | 0       | 68     | 11     |
| Paris Saint-Germain | 2016/17 | Ligue 1       | 7      | 0    | 4             | 0             | 0            | 0            | —               | —               | —       | —       | 11     | 0      |
| Paris Saint-Germain | 2017/18 | Ligue 1       | 1      | 0    | 0             | 0             | 0            | 0            | 0               | 0               | 1       | 0       | 2      | 0      |
| Paris Saint-Germain | Celkem  | Celkem        | 8      | 0    | 4             | 0             | 0            | 0            | 0               | 0               | 1       | 0       | 13     | 0      |
| Valencia (host.)    | 2017/18 | La Liga       | 33     | 5    | 5             | 1             | —            | —            | —               | —               | —       | —       | 38     | 6      |
| Valencia            | 2018/19 | La Liga       | 25     | 5    | 2             | 0             | —            | —            | 12              | 3               | —       | —       | 39     | 8      |
| Valencia            | 2019/20 | La Liga       | 21     | 2    | 1             | 0             | —            | —            | 3               | 0               | 0       | 0       | 25     | 2      |
| Valencia            | 2020/21 | La Liga       | 31     | 5    | 3             | 2             | —            | —            | —               | —               | —       | —       | 34     | 7      |
| Valencia            | 2021/22 | La Liga       | 1      | 0    | 0             | 0             | —            | —            | —               | —               | —       | —       | 1      | 0      |
| Valencia            | Celkem  | Celkem        | 111    | 17   | 11            | 3             | —            | —            | 15              | 3               | 0       | 0       | 137    | 23     |
| Celkem              | Celkem  | Celkem        | 158    | 22   | 21            | 4             | 9            | 2            | 28              | 6               | 2       | 0       | 218    | 34     |

### Reprezentační
K 9. červnu 2021
| Portugalsko | Portugalsko | Portugalsko |
| Rok         | Zápasy      | Goals       |
| ----------- | ----------- | ----------- |
| 2015        | 2           | 0           |
| 2017        | 3           | 1           |
| 2018        | 9           | 2           |
| 2019        | 7           | 3           |
| 2020        | 1           | 0           |
| 2021        | 1           | 0           |
| Celkem      | 23          | 6           |

#### Reprezentační góly
K 9. červnu 2021. Skóre a výsledky Portugalska jsou vždy zapisovány jako první
| No. | Date               | Venue                                       | Opponent       | Score | Result | Competition                            |
| --- | ------------------ | ------------------------------------------- | -------------- | ----- | ------ | -------------------------------------- |
| 1.  | 10. listopadu 2017 | Estádio do Fontelo, Viseu, Portugalsko      | Saúdská Arábie | 2:0   | 3:0    | Přátelský zápas                        |
| 2.  | 7. června 2018     | Estádio da Luz, Lisabon, Portugalsko        | Alžírsko       | 1:0   | 3:0    | Přátelský zápas                        |
| 3.  | 7. června 2018     | Estádio da Luz, Lisabon, Portugalsko        | Alžírsko       | 3:0   | 3:0    | Přátelský zápas                        |
| 4.  | 9. června 2019     | Estádio do Dragão, Porto, Portugalsko       | Nizozemsko     | 1:0   | 1:0    | Finále Ligy národů UEFA 2018/19        |
| 5.  | 7. září 2019       | Stadion Crvena Zvezda, Bělehrad, Srbsko     | Srbsko         | 2:0   | 4:2    | Kvalifikace na Mistrovství Evropy 2020 |
| 6.  | 11. října 2019     | Estádio José Alvalade, Lisabon, Portugalsko | Lucembursko    | 3:0   | 3:0    | Kvalifikace na Mistrovství Evropy 2020 |

## Ocenění

### Klubové

#### Benfica
- Primeira Liga: 2014/15, 2015/16, 2016/17
- Taça de Portugal: 2016/17
- Taça da Liga: 2014/15, 2015/16
- Supertaça Cândido de Oliveira: 2016

#### Paris Saint-Germain
- Coupe de France: 2016/17
- Trophée des champions: 2017

#### Valencia
- Copa del Rey: 2018/19

### Reprezentační

#### Portugalsko
- Liga národů UEFA: 2018/19

### Individuální
- Nejperspektivnější mladý hráč sezóny Segunda Ligy : 2014/15[7]
- Nejlepší hráč měsíce Segunda Ligy: Říjen[25] a prosinec 2014[26]